# 아게오 사건
아게오 사건(일본어: 上尾事件)이란 1973년 일본의 국철노동조합과 국철동력차노동조합의 노동쟁의(준법투쟁)에 반발한 승객들이 일본국유철도(현재 동일본 여객철도) 다카사키선 아게오역(사이타마현 아게오시)에서 일으킨 집단 폭동이다.

## 사건 배경
1970년대 일본의 국철에서는 임금인상 및 노동환경개선, 정리해고 반대 등을 목표로 노동쟁의가 빈번히 일어났다. 일본의 법률상 공공기업체 직원인 국철의 노동조합원에 의한 노동쟁의는 공공기업체등노동관계법에 의하여 금지되어 있었기 때문에 조합측은 법률에 위배되지 않는 형식으로 쟁의를 진행하였다. 이것을 준법투쟁이라 부른다.
당시 전후 베이비붐 세대에 의하여 젊은 층의 인구가 급증했던 일본은 시가지의 확대와 더불어 통근·통학 승객이 계속 증가추세에 있었고 열차는 종종 한계인원을 넘어 철도원의 근무는 과도한 상태였고, 아침의 출근시간대의 중장거리 열차는 이미 혼잡이 만성화되어 있는 상태였다. 따라서 법규를 준수한 운행이 사실상 불가능하여 종종 실제 열차운용은 법규를 벗어나고 있었다. 이 때문에 국철의 노동자들은 이 상태를 역이용하여 정해진 법규에 따라 세밀한 운행을 추진하는 태업을 전개했다. 열차 기사가 사소한 이유로 열차를 정지시키거나 서행을 반복하여, 시간표대로 운행이 되지 않게 만드는 식이었다.
한편 철도 이용객의 입장에서는 공식 파업에 의한 결근 및 결석은 직장에서 인정을 받지만, 준법투쟁은 정식 파업이 아니므로 이러한 불편을 감수할 수밖에 없었다. 준법투쟁이 진행되자, 승객들은 살인적인 혼잡과 지연을 반복하게 되어 이용자들의 불만이 점점 고조되었다. 한편, 이러한 준법투쟁에 따라 수도권으로의 생활물자 수송 등에 정체가 발생하여 물가가 오르게 되는등, 준법투쟁에 대한 철도 이용객의 불만은 날로 높아만 갔다.

## 사건 전개
1973년 3월 13일, 이 날도 조합원들은 준법투쟁 중인 상황에서 다카사키선 가고하라발 우에노행 상행보통열차가 14분 늦어 7시 20분에 아게오 역 1번선에 진입했다. 이 날은 이 해 2월 1일부터 시작된 준법투쟁의 제2차 준법투쟁에 돌입한 다음날이었다.
상행 홈에는 이미 3,000명 정도의 승객들로 꽉 차 있는 상태였으며, 열차에 다 타지 못한 승객이 많았고, 열차도 발차할 수 없는 상태로 아게오 역 측에서는 개찰구에서 출입 제한을 하고 있는 상태였다. 이러한 상황에서 후발 마에바시발 우에노행 상행 보통열차도 2번선에 진입했다. 이 열차 역시 초만원으로 발차할 수 없는 상태였으며, 이 두 열차를 2역 앞의 오오미야에서 운행 중지한다는 판단이 내려져 구내 안내 방송이 나왔다. 그 결과 일부 승객이 분노하여 기관사에게 항의하기 위해 운행실에 몰려 들었다. 또한 수 명이 선로로 내려와 돌을 던져 유리가 깨지자, 열차에 타고 있던 승객도 폭도화하기 시작했다. 살기등등한 승객을 보고 안전의 위협을 느낀 기관사들은 업무를 방기한 채 아게오 역 역장실로 도망쳤다.
기관사가 없는 열차는 당연히 계속 멈춰 있었고, 승객들의 분노는 더해만 갔다. 열차 내 및 구내 승객 약 1만여 명은 폭도화되어 역장실에 난입하여 안에 있던 역장에게 망치 등으로 후려쳐 부상을 입혔다(역장은 전치 5주의 부상을 입고 치료를 받았다). 또한 다른 승객들은 정차 중인 전차의 창문 유리 및 헤드라이트 등을 부수고 운전 설비를 파괴하였다. 역내 각종 설비도 파괴하기 시작했다. 더욱이 아게오 역에 진입하지 못한 채 300미터 앞에서 정차하고 있던 특급 열차 도키 2호에도 돌덩이가 날아들어 유리가 파손되었다. 혼란을 틈타 역 사무실에서는 현금 20만 엔이 사라졌고, 역은 폭도화한 승객들에게 점거되어 무법지대가 되어 소요가 역 주변까지 확산되었다. 사이타마현 경찰은 기동대원 550명을 파견하여 폭동을 제압하고자 했으나, 수적 열세 때문에 서로 노려보는 수밖에 없었다.
이 폭동은 같은 다카사키선의 다른 역인 오케가와역, 기타모토역, 고노스역, 구마가야역 등으로 확산, 도호쿠혼선 연선의 사이타마현 각 역으로 번져 이 일대 치안이 악화되었다. 미야하라 역에서는 승객들이 역무원을 납치하여 4킬로미터 떨어진 오오미야 역까지 끌고 갔으며(오오미야 역에서도 폭동 발생), 아게오 역 주변은 11시간에 걸쳐 불통이 되어 운행 재개 후에도 정상적인 운행이 안 되어 대행 버스까지 동원하는 등, 혼란의 도가니였다.
이 사건의 체포자는 약 7명으로, 혼란을 틈타 금품을 턴 사람, 취재하러 온 기자를 폭행한 사람 등이었다.

## 사후
사건 다음날, 국철과 경찰은 치안 유지를 위해 기동대원을 배치했으나 아무 일도 없었다는 듯이 아무 일도 일어나지 않았다. 노동조합 측은 조합원에 대한 안전상의 문제를 이유로 준법투쟁을 해제하였다. 그러나 일부 조합은 “아게오 역 폭동은 정부 측에 의해 선동된 것”이라는 이유로 준법투쟁을 재개하였으며 한 달 후에 수도권 국철 폭동으로 이어지게 된다.